# Фелікс Платте
Фелікс Платте (нім. Felix Platte, нар. 11 лютого 1996, Гекстер, Німеччина) — німецький футболіст, що грає на позиції нападника.

## Клубна кар'єра
Станом на 2016 рік:
| Клуб             | Клуб             | Клуб             | Ліга | Ліга | Кубок | Кубок | Загалом | Загалом |
| Сезон            | Клуб             | Ліга             | Ігри | Голи | Ігри  | Голи  | Ігри    | Голи    |
| Німеччина        | Німеччина        | Німеччина        | Ліга | Ліга | Кубок | Кубок | Загалом | Загалом |
| ---------------- | ---------------- | ---------------- | ---- | ---- | ----- | ----- | ------- | ------- |
| 2015–16          | «Шальке 04»      | Регіональна ліга | 3    | 0    | —     | 0     | 3       | 0       |
| 2015–16          | «Шальке 04 ІІ»   | Бундесліга 3     | 3    | 1    | 0     | 0     | 3       | 1       |
| 2016–            | «Дармштадт 98»   | Бундесліга       | 0    | 0    | 0     | 0     | 0       | 0       |
| Загалом          | Німеччина        | Німеччина        | 6    | 1    | 0     | 0     | 6       | 1       |
| За всієї кар'єри | За всієї кар'єри | За всієї кар'єри | 6    | 1    | 0     | 0     | 6       | 1       |

## Титули і досягнення
- Чемпіон Європи (U-21): 2017